# Kai-Uwe Theede
Kai-Uwe Theede (* 16. Oktober 1964 in Lübeck) ist ein deutscher Jurist. Er ist seit 2020 Präsident des Oberlandesgerichtes Rostock.

## Leben
Theede studierte Rechtswissenschaften. Er trat im Jahr 1994 als Richter auf Probe in den Dienst des Landes Mecklenburg-Vorpommern ein. Bis zu seiner Ernennung zum Richter am Landgericht Schwerin war er unter anderem zwei Jahre im Justizministerium des Landes Mecklenburg-Vorpommern tätig. Im Jahr 2002 wechselte er als Richter an das Oberlandesgericht Rostock.
Anschließend folgte von 2004 bis 2007 eine Abordnung an das mecklenburg-vorpommerische Justizministerium. Er stieg 2008 zum Vizepräsidenten des Landgerichtes Neubrandenburg auf und wurde 2010 zum Vorsitzenden Richter am Oberlandesgerichtes Rostock ernannt. Zudem folgte im Jahr 2015 der Aufstieg zum Vizepräsidenten Oberlandesgerichtes Rostock.
Im Rahmen einer erneuten Abordnung wurde Theede Abteilungsleiter sowie Stellvertreter der Staatssekretärin Birgit Gärtner im Justizministerium und anschließend im Jahr 2019 zum Präsidenten des Landgerichtes Schwerin ernannt.
Am 15. Oktober 2020 wurde Theede zum Präsidenten des Oberlandesgerichtes Rostock ernannt. Zuvor setzte er sich in einem Rechtsstreit bei dem Verwaltungsgericht Schwerin mit Beschluss vom 19. März 2019 (1 B 2133/18 SN) und Urteil vom 27. August 2020 (1 A 1212/19 SN) gegen die Mitbewerberin Monika Köster-Flachsmeyer durch. Theede folgt damit auf den langjährigen Oberlandesgerichtspräsidenten Burkhard Thiele, welcher bereits 2018 in den Ruhestand eingetreten war.